# North West Range
North West Range är en bergskedja i Saint Kitts och Nevis. Den ligger i den nordvästra delen av landet, 11 km nordväst om huvudstaden Basseterre. North West Range ligger på ön Saint Christopher.